# (36845) 2000 SX119
2000 SX119 (asteroide 36845) é um asteroide da cintura principal. Possui uma excentricidade de 0.10462380 e uma inclinação de 4.47048º.
Este asteroide foi descoberto no dia 24 de setembro de 2000 por LINEAR em Socorro.